# André Thouin
Pour les articles homonymes, voir Thouin.
André Thouin, né à Paris le 10 février 1747 et mort à Paris le 27 octobre 1824, est un botaniste et agronome français.

## Biographie
Fils de Jean-André Thouin (mort en 1764), jardinier en chef du Jardin du roi, et frère du paysagiste Gabriel Thouin (1747-1829), André apprend la botanique auprès de Bernard de Jussieu (1699-1777). Son père meurt alors qu’il a dix-sept ans. Buffon (1707-1788) lui offre alors la place de son père ; il y fait augmenter singulièrement le nombre des végétaux et des cultures, jusqu’à 6 000 plantes vivantes à sa mort.[réf. nécessaire]
Il collabore aux volumes d'agriculture de l'Encyclopédie méthodique. Il devient Grand maître des collections du Muséum, botaniste, spécialiste des greffes et de la culture des plantes exotiques. Il fait l’inventaire, avec René Desfontaines (1750-1831), des jardins botaniques des environs de Paris possédés par les nobles et autres dignitaires déchus.
En 1789, il est élu député suppléant du tiers-état aux États-généraux. En 1790, il est élu membre du Conseil général du département de la Seine, où il siège jusqu'au 10 août 1792[réf. nécessaire]. 
Il participe à l'élaboration du calendrier républicain avec Fabre d'Églantine. Il l'aide à sélectionner les plantes, légumes, fruits qui en composent les fêtes quotidinnes.
L'année suivante, il est nommé professeur administrateur du Muséum d'histoire naturelle, chargé du cours de culture et de naturalisation des végétaux étrangers. Il y crée en 1806 une école d'agriculture pratique. Il habite au Jardin des plantes, avec ses frères et ses sœurs, en annexe des anciennes serres, recevant parfois Malesherbes,[réf. nécessaire] Rousseau, etc.. Il a pour élèves entre autres Louis Claude Noisette et forme de nombreux futurs explorateurs, parmi lesquels
Jean Nicolas Collignon du voyage de La Pérouse (1785-1788), 
Félix Lahaie du voyage d'Entrecasteaux (1791-1796), 
Anselme Riedlé, Antoine Sautier et Antoine Guichenot de l'expédition Baudin (1790-1798), 
Joseph Martin (Madagascar, les Caraïbes, île de France, Mascareignes, Cayenne (Guyane française), Antilles…), 
Pierre-Antoine Poiteau (réside longtemps à Saint-Domingue et s'occupe aussi de cultures coloniales à la Guyane et aux Antilles), 
Samuel Perrottet (part en Guyane le 1er janvier 1819 avec le capitaine de vaisseau Pierre Henri Philibert, séjourne longtemps dans la plupart des colonies françaises où il introduit de nombreuses plantes utiles, finit directeur du jardin botanique de Pondichéry), 
les deux Bréon (le père et le fils Nicolas, réorganisent le jardin botanique de Saint-Denis à la Réunion)…
En 1794, il suit les armées aux Pays-Bas où il est chargé, avec Barthélemy Faujas de Saint-Fond (1741-1819), de « récupérer » des collections botaniques, c'est-à-dire de mettre la main sur les collections. Il a la même mission en 1796 lors de la campagne d’Italie de Bonaparte.
Il meurt le 27 octobre 1824 à Paris et est inhumé au cimetière du Père-Lachaise (11e division). Georges Cuvier (1769-1832) prononce son éloge à l'Académie des sciences.

## Sociétés savantes
Il est :
membre de la Société d’agriculture (1784-) ;
membre de l'Académie royale des sciences (1786-1793), puis
membre de l'Académie des sciences, section d'économie rurale (1816-1824) ;
associé libre de l’Académie nationale de médecine (1823-1824) ;
membre de l'Institut de France, classe des sciences physiques et mathématiques (1795-1816) ;
associé libre de l’Académie nationale de médecine (1823-1824) ;
membre du Cercle archéologique et historique de Valenciennes ;
membre de la Société des sciences, de l'agriculture et des arts de Lille ;
membre associé-correspondant de la Société d'agriculture de Lyon (1798) ;
membre de la Société archéologique, historique et scientifique de Soissons ;
membre de la Société linnéenne de Londres ;
membre correspondant de la Société linnéenne de Lyon
membre fondateur de la Société linnéenne de Paris (1788), membre honoraire national (1788-1790) et régénérateur (1821).
En tout il a été membre de 72 académies ou sociétés savantes.[réf. nécessaire]

## Publications
- Essai sur l'exposition et la division méthodique de l'économie rurale, sur la manière d'étudier cette science par principes et sur les moyens de... la perfectionner, Paris : Impr. de Marchant, 1805, in-4°, 56 p.
- Description de l’école d’agriculture pratique du Muséum d’histoire naturelle, Paris, 1814, in-4°
- Manuel d'arboriculture. Manuel illustré de la culture, de la taille et de la greffe des arbres fruitiers
- Monographie des greffes, ou Description technique des diverses sortes de greffes employées pour la multiplication des végétaux, Roret, 1821, 100 p. + planches.
- Instruction pour les voyageurs et pour les employés dans les colonies sur la manière de recueillir, de conserver et d'envoyer les objets d'histoire naturelle, rédigée... par l'administration du Muséum royal d'histoire naturelle, 1824.
- Cours de culture et de naturalisation des végétaux (publication posthume par son neveu Oscar Leclerc-Thoüin), Paris, libr. Mme Huzard et libr. Déterville, 1827.
  - tome 1, 528 p.
  - tome 2, 614 p.
  - tome 3, 476 p.
  - Atlas, 60 planches
- nombreuses collaborations sous forme d’articles, ainsi dans l’Encyclopédie méthodique (section d’Agriculture), dans le Supplément de Rozier, dans les Mémoires de la Société d’agriculture, dans la Feuille du Cultivateur, la Bibliothèque physico-économique, dans le Dictionnaire d’histoire naturelle et le Nouveau Cours d’agriculture, deux ouvrages publiés par Déterville, dans les Annales de l’Agriculture françoise, ou encore dans les Annales et Mémoires du Muséum d’histoire naturelle.
- Voyage dans la Belgique, la Hollande et l'Italie, par feu André Thouin…, rédigé sur le journal autographe de ce savant professeur par la baron Trouvé, Paris, 1841.
  - tome 1, 356 p.
  - tome 2, 492 p.